# Rio de Paz
Rio de Paz é uma organização não-governamental (ONG) filiada ao Departamento de Informações Públicas da Organização das Nações Unidas (ONU), fundada pelo pastor Antônio Carlos Costa. A organização se movimenta na luta contra a violência, fome e corrupção, sobretudo nas comunidades do Rio de Janeiro, promovendo manifestações pacíficas na cidade e em Brasília. É sediada no Rio de Janeiro (RJ). 

## Manifestações
A organização promove manifestações desde 2017. Em dezembro, promoveram um ato público homenageando vítimas de violência na Lagoa Rodrigo de Freitas.
Em agosto de 2020, quando o Brasil atingiu a marca de 100 mil mortos pela COVID-19, a ONG Rio de Paz promoveu o protesto na praia de Copacabana com cruzes fincadas na areia e balões vermelhos.  A manifestação ganhou atenção nacional quando foi vandalizada, mas depois reestabelecida pelo pai de uma vítima da doença. 
No dia 24 de março, a ONG Rio de Paz protestou em frente ao hospital municipal Ronaldo Gazolla pela falta de leitos. 
No dia 08 de outubro 2021, a Rio de Paz promoveu uma manifestação em homenagem aos 600 mil mortos pela COVID-19 na Praia de Copacabana, estendendo 600 lenços. . A foto da manifestação foi replicada pelo portal internacional The New York Times. 

## CPI da Covid
Em 2021, o presidente da ONG Antônio Carlos Costa foi convocado para participar da audiência pública na CPI da Covid no Congresso Nacional. .

Na oportunidade, ressaltou as atividades da ONG no combate à fome. .